# به وقت شام
به وقت شام فیلمی به کارگردانی و نویسندگی ابراهیم حاتمی‌کیا و تهیه‌کنندگی محمد خزاعی محصول سال ۱۳۹۶ است. بابک حمیدیان، هادی حجازی‌فر، پیر داغر و خالد السید گروه بازیگران اصلی فیلم را تشکیل می‌دهند. به وقت شام داستان یک پدر و پسر خلبان ایرانی را روایت می‌کند که در سوریهٔ تحت تسلط داعش، مأمور شده‌اند گروهی از مردم را با یک هواپیمای ایلیوشین-۷۶ نجات دهند.
به وقت شام نخستین بار در سی و ششمین دورهٔ جشنوارهٔ فیلم فجر به نمایش درآمد و موفق شد سه سیمرغ بلورین از جمله بهترین کارگردانی برای حاتمی‌کیا را به دست‌آورد. اکران فیلم از ۲۳ اسفند ۱۳۹۶ در سینماهای ایران آغاز شد و با فروش ۱۳ میلیارد تومان پایان یافت. بودجهٔ ساخت فیلم ۸ میلیارد تومان برآورد شده است.

## خلاصهٔ داستان
یونس و علی، پدر و پسر خلبانی هستند که مأموریت ویژه‌شان به پرواز درآوردن یک هواپیمای ایلیوشین-۷۶ در تِدمُر به سمت دمشق است. آن‌ها باید مردمی را که تحت ظلم داعش هستند، به وسیلهٔ این پرواز نجات دهند؛ اما در این راه مشکلات زیادی در انتظار آنها است.

## بازیگران
- بابک حمیدیان در نقش علی
- هادی حجازی‌فر در نقش یونس
- پیر داغر در نقش بلال
- خالد السید در نقش شیخ سعدی
- جوزیف سلامه در نقش ابوعمر شیشانی
- رامی عطاءالله در نقش طلحه
- لیث المفتی در نقش ابوخالد
- ندا ابوفرحات در نقش ماریه
- سینتیا کرم در نقش ام سلما
- کارمن بصیبض در نقش هبه
- محمد علی سکر در نقش باسم
- سامر خلیلی در نقش جابر
- محمد شعبان در نقش ماهر
- لاله مرزبان در نقش لیلا

## تولید
فیلمبرداری به وقت شام اوایل خرداد ماه ۱۳۹۶ در لوکیشن مربوط به یکی از فرودگاه‌های نظامی در تهران آغاز شد و در ادامه در لوکیشن‌های متعددی از جمله شهرک سینمایی دفاع مقدس، پایگاه هوایی شیراز، اصفهان، روستاهای اطراف شهریار و شهر دمشق در سوریه پیگیری شد و در روز ۲۹ شهریور ۱۳۹۶ به پایان رسید. همزمان با فیلمبرداری، تدوین این فیلم نیز توسط مهرداد خوشبخت و وحید رفیعی عقدا انجام گردید. سرمایه‌گذار این فیلم سازمان هنری رسانه‌ای اوج وابسته به سپاه پاسداران انقلاب اسلامی است. هزینهٔ ساخت این فیلم به گفتهٔ احسان محمدحسنی، رئیس این سازمان، در حدود ۸ میلیارد تومان برآورد شده است.

### موسیقی
موسیقی متن به وقت شام را کارن همایون‌فر در چهارمین همکاری‌اش با حاتمی‌کیا ساخته است. آلبوم موسیقی فیلم در جشنوارهٔ فجر جایزهٔ سیمرغ بلورین بهترین موسیقی متن را دریافت کرد و اردیبهشت ۱۳۹۷ توسط سازمان اوج منتشر شد.

## انتشار
به وقت شام نخستین بار در سی و ششمین جشنوارهٔ فیلم فجر به نمایش درآمد. این فیلم ۲۳ اسفند ۱۳۹۶ در سینماهای ایران اکران شد و شهریور ۱۳۹۷ در کشورهای سوریه، لبنان و عراق نیز روی پرده رفت. به وقت شام از ۱ دسامبر ۲۰۱۸ (۱۰ آذر ۱۳۹۷) در ژاپن و اسفند ۱۳۹۷ در هند نیز اکران شد.

### نمایش خانگی
به وقت شام در ۲۰ شهریور ۱۳۹۷ در شبکه نمایش خانگی منتشر شد.

## بازخوردها

### گیشه
به وقت شام در سینماهای ایران ۱۳ میلیارد تومان فروخت و ششمین فیلم پرفروش ۱۳۹۷ و چهارمین فیلم از نظر شمار تماشاچی شد.

### جنجال‌ها
بعدازظهر ۱۷ اردیبهشت ۱۳۹۷ همزمان با اکران و در حاشیهٔ مراسم رونمایی از آلبوم موسیقی فیلم، افرادی با ظاهر نیروهای داعش در محوطه جلوی پردیس سینمایی کوروش تهران، سوار بر اسب و اسلحه به دست حضور داشتند که بعداً وارد مجتمع شدند. این اتفاق توسط تیم تبلیغاتی فیلم برنامه‌ریزی و هدایت می‌شد که باعث ترس برخی از مردم شد؛ ولی بعضی دیگر این عمل را واقعیت پیش‌نیامده دانسته و با آن‌ها سلفی می‌گرفتند. این اتفاق با انتقادات گسترده علیه حاتمی‌کیا همراه شد. در پی حاشیه‌های پیش‌آمده حاتمی‌کیا عذرخواهی کرد.

### جوایز
| بخش                        | نامزد            | نتیجه    | جایزه        | منبع   |
| -------------------------- | ---------------- | -------- | ------------ | ------ |
| بهترین کارگردانی           | ابراهیم حاتمی‌کیا | برنده    | سیمرغ بلورین | [ ۱۴ ] |
| بهترین موسیقی متن          | کارن همایونفر    | برنده    | سیمرغ بلورین | [ ۱۴ ] |
| بهترین صداگذاری            | علیرضا علویان    | برنده    | سیمرغ بلورین | [ ۱۴ ] |
| بهترین فیلم                | محمد خزاعی       | نامزدشده | سیمرغ بلورین | [ ۱۵ ] |
| بهترین جلوه‌های ویژهٔ میدانی | محسن روزبهانی    | نامزدشده | سیمرغ بلورین | [ ۱۵ ] |
| بهترین جلوه‌های بصری        | سید هادی اسلامی  | نامزدشده | سیمرغ بلورین | [ ۱۵ ] |
| بهترین تدوین               | مهرداد خوشبخت    | نامزدشده | سیمرغ بلورین | [ ۱۵ ] |
| بهترین صدابرداری           | طاهر پیشوایی     | نامزدشده | سیمرغ بلورین | [ ۱۵ ] |

دیگر جوایز:
- برندهٔ تندیس بهترین فیلم از هفتمین جشن سینمایی ققنوس
- برندهٔ تندیس بهترین مهندسی صدا (برای علیرضا علویان و طاهر پیشوایی) از دوازدهمین دوره جشن منتقدان و نویسندگان سینمای ایران
- برنده جایزه چهره سال هنر انقلاب اسلامی (در سال ۱۳۹۷) برای ابراهیم حاتمی‌کیا به دلیل ساخت فیلم به وقت شام[۱۶]